# Coptocheile macrorhiza
Coptocheile macrorhiza là một loài thực vật có hoa trong họ Tai voi. Loài này được Hoffmanns. mô tả khoa học đầu tiên năm 1842.